# Meropis Insula
La Meropis Insula è una struttura geologica della superficie di Titano.